# 大和牛

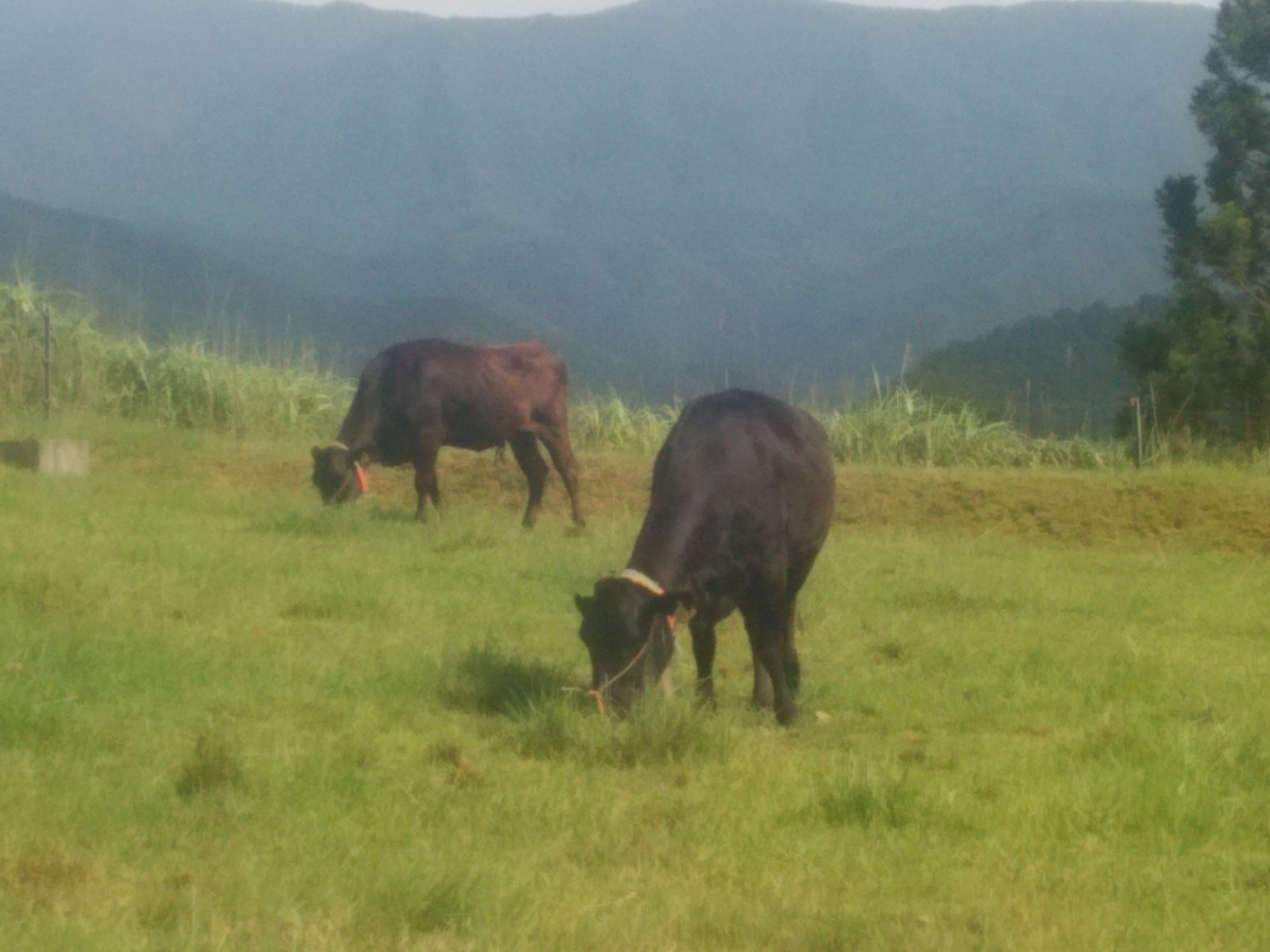
大和牛の産地「みつえ高原牧場」

大和牛（やまとうし）は、奈良県で飼育されている黒毛和種のうち、一定の基準を満たした場合に呼称が許される肉牛およびそのブランド牛肉である。

## 概要
奈良県東部の東山中と呼ばれる地域（宇陀山地、大和高原）を中心に、奈良県内で育まれた銘牛である。
県内にはかつてより「はいばら肉」「宇陀牛」の名称も存在するが、2003年（平成15年）、奈良県大和牛流通推進協議会が設立され、「大和牛」の銘柄により生産拡大が図られている。生産農家と食肉業者を指定して牛一頭ごとに血統から飼料や飼育環境など全ての情報が集積管理され、流通経路が明確にされている。同協議会は定期的に「大和牛」の品質を競う品評会「大和牛枝肉共励会」を開催し、品質の維持向上に努めている。
「大和牛は血統に加え、飼料ですべてが決まる」と称し、柔らかく弾力のある肉質と、小豆色の赤身にサシが入った霜降りが特徴。
地元奈良県内や大阪府の飲食店では評価を得ているが、流通量がそれほど多くないので他県産のブランド牛に比べて知名度に劣り、今のところ比較的手ごろな値段で食べることができる。

## 定義
以下の規格要件を満たした肉牛を、生産者と販売業者らでつくる大和牛流通推進協議会が認定する。
1. 協議会の認定を受けた奈良県内の生産農家で14か月以上飼育
2. 黒毛和種で、月齢30か月以上の未経産雌牛または県内生まれ月齢28か月以上の去勢牛
3. 奈良県食肉流通センターへ出荷されたもの

その上で、日本食肉格付協会の肉質規格3等級以上の肉だけに「大和牛証明書チケット」が貼付され、消費者は生産者や流通経路等の情報を店頭で確認することができる。

## 歴史

### 大和における牛の飼育に関する史料
大和国（現在の奈良県）では古代から牛が飼育されていた。現代のように肉牛、乳牛、使役牛と明確に品種が分かれていたのではなく、在来の牛が多目的に使われたと考えられる。大和国での牛の飼育に関わる主な史料には以下のようなものがある。
- 日本書紀巻第3 神武天皇即位前紀戊午年（紀元前663年）秋8月の条に「已にして、弟猾大きに牛酒を設けて、皇師に労へ饗す。」と、宇陀の弟猾（おとうかし）が兄の反旗を詫び、牛肉と酒で磐余彦（後の神武天皇）を饗応した話が出てくる[2]。また、葛木御歳神社（奈良県御所市）の祭神である御歳神の由緒に関わって、『古語拾遺』（807年）には「昔在神代に、大地主神、田つくりましし日に、牛の宍をもて田人に食はしめたまひき。」と、神代に牛肉を食べていたことが記されている[3]。

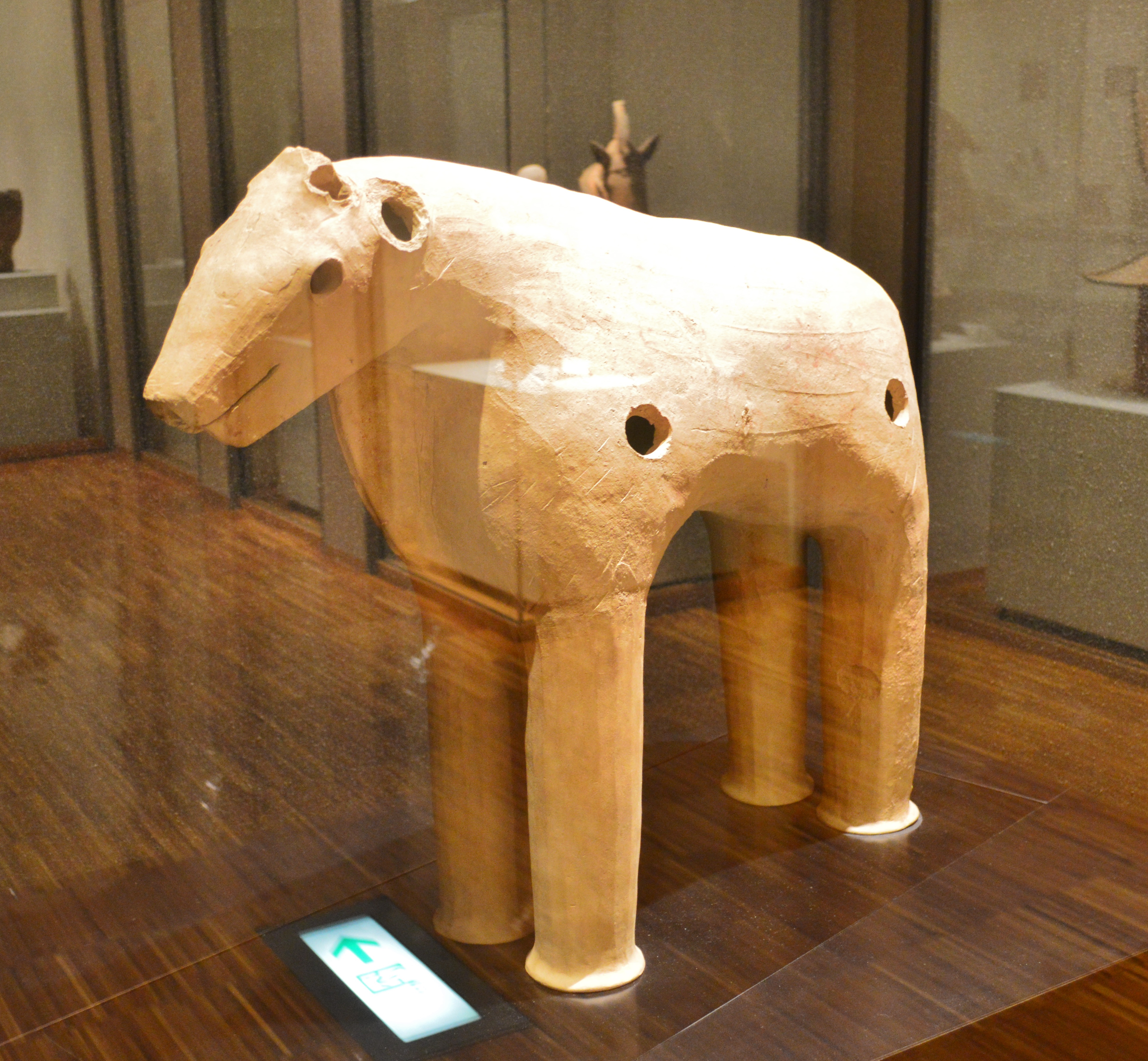
羽子田1号墳出土 牛形埴輪

- 奈良県御所市にある5世紀頃の南郷遺跡から牛の骨が出土している。奈良県磯城郡田原本町にある6世紀前半の羽子田1号墳からは牛形埴輪が出土し、1958年（昭和33年）に国の重要文化財に指定された[4]。7世紀中ごろに整備された古代官道下ツ道の遺構である八条北遺跡（奈良県天理市南六条町・大和郡山市八条町）からは馬・牛の骨が広い範囲から出土している[5]。
- 『新撰姓氏録』（815年）には、650年（白雉1年）の孝徳天皇の時に、大陸からの渡来人善那使主（ぜんなのおみ、別名福常）が孝徳天皇に牛乳を献じて和薬使主（やまとのくすしのおみ）の姓を賜り、その子孫は典薬寮において乳長上（ちちのおさのかみ）という職名を与えられたという記録がある。1008年（寛弘５年）に成立した『政事要略』のなかに「右官史記ニ云ウ。文武天皇四年十月。使ヲ遣シ蘇ヲ造シム」という記述があり、700年（文武天皇4年）に乳製品「蘇」が日本で作られていたことがわかる。 奈良市の長屋王邸跡から「牛乳」の文字が記された木簡が、平城宮跡から「蘇」の文字が墨書された土器が出土している。[6]
- 鎌倉時代に古今の名牛を描き集めた絵巻『駿牛絵詞』には、「池尻」「椙村」「岩波」「松風」などの名牛が「大和牛」として記されている[7]。また、鎌倉末期、良牛が描かれた「国牛十図」に、「大和牛」として「大和牛は骨が太く、皮膚は厚く、頭が大きく、丈が低く、すべて前後が大きい。腰は平らで肢は太く、蹄は非常に薄く、角は細く、蹄は軟弱である。近年は逸物が多い」という記述があり、大和国が良牛の産出地10国の一つに挙げられていた[8]。ただし、この頃の良牛は、牛車の牽引に使う目的を基準に評価されたものである。

### 大和における牛の飼育に関する文化および民俗
- 奈良県大和郡山市池之内町にある「牛の宮」の森には、黒牛の伝説が残されている[9]。
- 江戸時代の1754年（宝暦4年）から大和国葛上郡蛇穴村（現御所市蛇穴）には「蛇穴の牛市（相登り市）」があり、「河内駒ヶ谷牛市（大登り市）」と共に畿内における二大牛市として中国地方からの「登り牛」を受け入れ、1913年（大正2年）まで続いた[10]。
- 農業の機械化が進むまで、東山中と奈良盆地の気候の違いによる農耕の時期差を利用し、両地区の農家の間で役牛の貸し借りが行われていた[11]。
- 奈良盆地の大和棟の民家や、草地が豊かで放牧が盛んな東山中の農家の家の中には牛部屋があり、家族同然に牛を飼う文化が根付いていた[12]。
- 奈良県内各地の神社で豊作を祈念して行われる「おんだ祭」には、牛を使った耕耘の様子を再現した所作が数多く伝わっている[13]。
- 葛城・金剛山麓や宇陀郡を中心として、農村のお寺の境内で牛の無事息災を祈念する「牛滝さん」というお祭りが行われ、農業の機械化によって牛が使われなくなる以前には、角飾り、染め抜きの頸輪、油単、鈴を着けて正装した黒牛が近在の農家から集まり、牛の品評会の様相を呈していた[14]。

### 近世大和および近代奈良県における食肉の歴史
- 1848年（弘化4年）、『寧府紀事』の記録に「七日 雨 穢多のくらつくらするもの来れり 赤牛の新鮮肉をくれたり 養生のため食しみしに 鴨よりも甘し 烹過とかたし」とあり、奈良奉行川路聖謨が牛肉を食べていたことが記されている[15][16]。
- 1864年（元治元年）、葛上郡岩崎村（現御所市）の酒・菓子商が、牛肉の小売りをしていた記録が残っている[17]。
- 1872年（明治5年）1月に明治天皇が牛肉を食べ、肉食禁止が解かれると、同年春には、奈良町の西寺林町で牛店が開業した。奈良県初の新聞『日新記聞』（1872年5月発行）は、「奈良の地は殊に肉食を忌み 頓と用ゆるもの無かりしに 此頃大にかわりて多くこれを食し 春来西寺林街に郡山の士卒体の人牛店を開き 門前に招旆（かんばん）抔（など）飄し 啖客の履常に門に填 昔時の風と霄壌せり 開化の兆先肉食より始まる」と、店が客で賑わっていることを報じている[18]。
- 初代県令の四条隆平（1871年11月-1873年11月）は、但馬・丹後牛80頭や乳牛を若草山に放牧した[19]。
- 1873年（明治6年）11月、高市郡八木村（現橿原市八木町）の人が牛肉の販売を願い出て許可され、鑑札を受けている[20]。
- 1917年（大正6年）に奈良県内で飼育されていた牛は1万1763頭、年間の屠畜牛は4812頭であった[21]。

### 「はいばら肉」と「宇陀牛」
宇陀地域では、瀧口源松が榛原村（現宇陀市）の私有地に畜産設備や競り市場を作るとともに、1886年（明治19年）精肉店とすき焼き専門店を開業し、地域の食文化を開拓しつつ畜産業・食肉業発展を図った。
1919年（大正8年）の宇陀郡畜産組合設立に続き、1923年（大正12年）に榛原常設家畜市場が開設されて、伊那佐村（現宇陀市）を中心に和牛の繁殖が盛んになった。
1930年（昭和5年）頃、伊那佐村の森本恒造らが和牛の振興に奔走し、農耕用の牡牛を種牛とし、農業使役に供しつつ仔牛生産により利益を図るため、但馬牛を導入して増産に踏み出した。1936年（昭和11年）、美方郡村岡市場から購入した「こふく号」という雌牛が極めて優良で、この牛を中心に改良和種「宇陀牛」「ふく系統牛」「ふくづる」が育成され、「はいばら肉」「宇陀牛」の名称で市場で流通した。知名度を高めた「大和の宇陀牛」の仔牛生産のため、1940年（昭和15年）には宇陀郡神戸村（現宇陀市大宇陀下竹）に奈良県種畜場（現奈良県畜産技術センター）が創設され、ピーク時の1942年（昭和17年）には2800頭（仔牛生産1200頭）が宇陀郡内で飼育されていた。戦後はやや減少したものの、1950年（昭和25年）に「本系統牛造成組合」が組織されて蔓牛の育成と系統保持に努めていたが、自給飼料を基盤とした畜産には限界があり、また農業の機械化に伴い役牛の必要がなくなったため次第に数が減っていった。

### 「大和牛」ブランドの確立

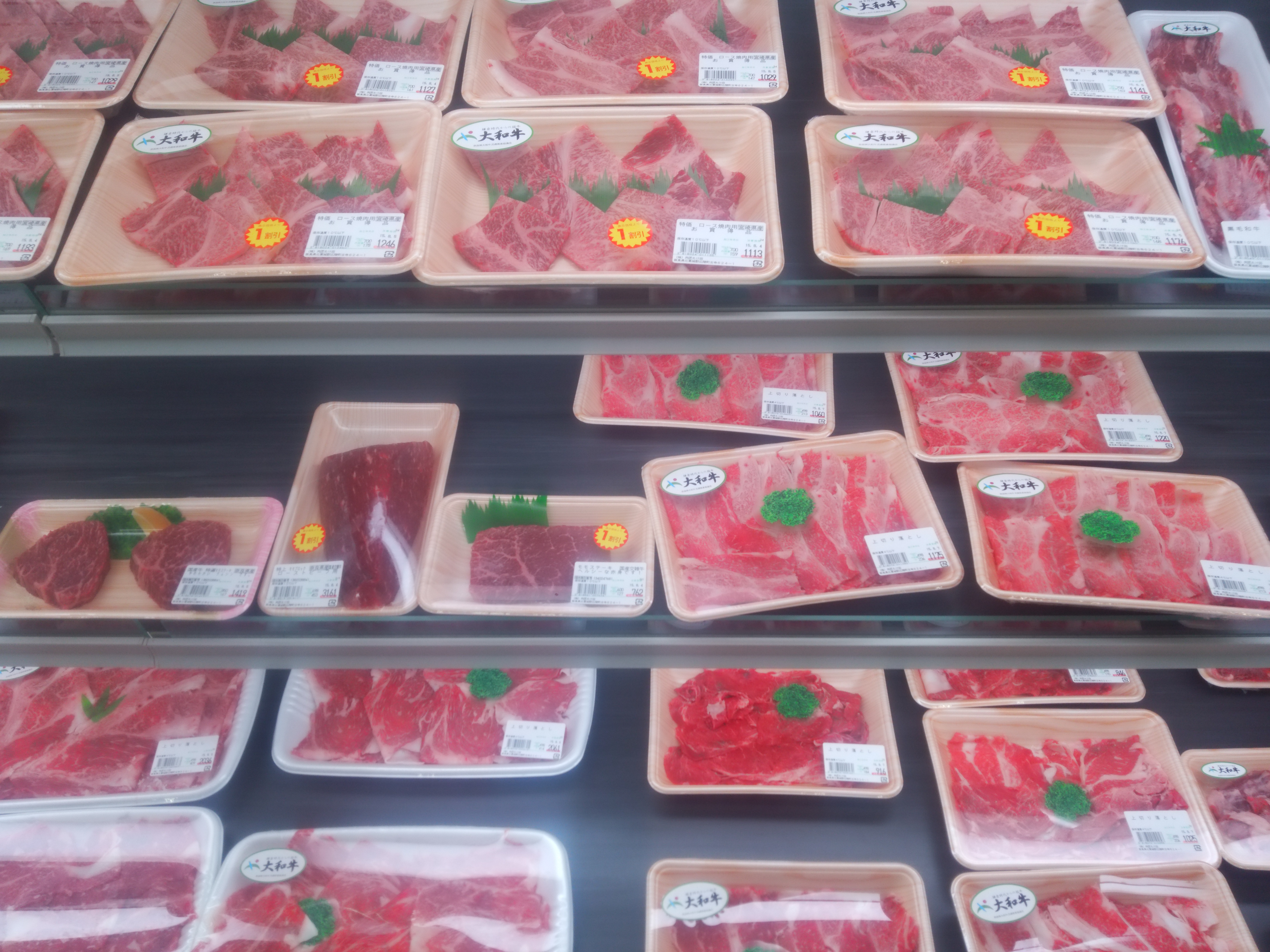
直売店に並ぶ「大和牛」

2000年（平成12年）に、県内の生産者と食肉関係者が銘柄牛懇談会を立ち上げ、2003年（平成15年）3月20日には奈良県大和牛流通推進協議会が設立されて、「地元の人に地元で育てられた歴史ある良質の牛肉を提供したい」という関係者の強い思いで「大和牛」のブランドが確立された。奈良県下の肉牛の70%以上が宇陀地域で飼養されており、素牛については、みつえ高原牧場（宇陀郡御杖村）を中心に生産が図られている。